# 有鍵低音長號
有鍵低音長號（Cimbasso）是長號家族中的低音樂器，與倍低音長號近乎相同，但欠缺了倍低音長號中最低的A♭、A、B♭及B四個音。它採用按鍵式旋轉活塞系統來改變音高，而非一般長號採用變滑管來改變音高，因此吹奏時它的管子採用縱向形式擺放，也不用如長號般需要佔用較多的空間去讓變滑管伸長或縮短，換音的速度和靈活度也較倍低音長號方便。
現時一般常用的有鍵低音長號採用F調規格，亦有以E♭、C或B♭定調。
有鍵低音長號最先可於貝利尼的歌劇《諾瑪》中，19世紀中後期起在威爾第的多齣歌劇及《威爾第安魂曲》中也採用了此樂器來加強銅管樂器的低音區域，然而，有鍵低音長號大都只見於意大利作曲家的作品上，像布萊恩·芬尼豪赫《突然性》（Plötzlichkeit）的非意大利音樂作品仍然只屬少數。

## 外部連結
- The History of the Cimbasso （页面存档备份，存于）
- 芝加哥交響樂團有關有鍵低音長號的簡介。 （页面存档备份，存于）